# Rannaküla (Lääneranna)
Rannaküla is een plaats in de Estlandse gemeente Lääneranna, provincie Pärnumaa. De plaats heeft de status van dorp (Estisch: küla).
Tot in oktober 2017 behoorde Rannaküla tot de gemeente Varbla. In die maand ging Varbla op in de fusiegemeente Lääneranna.

## Bevolking
Het dorp had 11 inwoners op 31 december 2011 en 13 inwoners op 31 december 2021.